# CUS Viterbo
CUS Viterbo è la società polisportiva dell'Università della Tuscia, membro del Centro Universitario Sportivo Italiano.